# Riama meleagris
Riama meleagris är en ödleart som beskrevs av  George Albert Boulenger 1885. Riama meleagris ingår i släktet Riama och familjen Gymnophthalmidae. Inga underarter finns listade i Catalogue of Life.